# Arnaud Alessandria
Arnaud Alessandria (* 15. Juli 1993 in Monte-Carlo) ist ein monegassischer Skirennläufer.

## Werdegang
Alessandria gab sein internationales Debüt im November 2007 im FIS-Riesenslalom von Val Thorens. Sein Weltcupdebüt gab er im Januar 2014 in der Super-Kombination von Wengen. Sein bisher beste Weltcupplatzierung erreichte er 2019 mit Rang 45 bei der Lauberhornabfahrt in Wengen. Hauptsächlich startet er im Europa- und Weltcup.
Alessandria nahm zwei Mal an Olympischen Spielen teil, wobei Rang 13 in der Super-Kombination bei den Spielen 2022 in Peking seine beste Platzierung war. Dies ist zugleich die beste Platzierung eines monegassischen Skirennläufers bei Olympischen Winterspielen. Zudem nahm er an drei Alpinen Skiweltmeisterschaften teil. Hier ist Rang 20 in der Kombination bei den Wettkämpfen 2023 in Courchevel sein bestes Ergebnis.

## Erfolge

### Olympische Winterspiele
- Sotschi 2014: 39. Abfahrt, DNF Super-Kombination, DNF Super-G
- Peking 2022: 13. Super-Kombination, 29. Abfahrt, 31. Super-G

### Weltmeisterschaften
- Vail/Beaver Creek 2015: 37. Super-G, 39. Abfahrt, 34. Kombination
- Åre 2019: DSQ Super-G
- Cortina d’Ampezzo 2021: 28. Abfahrt, DNF Super-G, DNS2 Alpine Kombination
- Courchevel 2023: 20. Alpine Kombination, DNF Super-G

### Juniorenweltmeisterschaften
- Haute-Savoie 2010: 58. Riesenslalom, 59. Super-G, DNF Slalom, 62. Abfahrt
- Crans-Montana 2011: 71. Abfahrt, 59. Super-G
- Québec 2013: 27. Abfahrt, 51. Super-G, DNF Riesenslalom, DNS Slalom
- Jasná 2014: DNF Super-G, DNF Super-Kombination, 51. Abfahrt

### Europacup
| Saison  | Gesamt | Gesamt | Abfahrt | Abfahrt |
| Saison  | Platz  | Punkte | Platz   | Punkte  |
| ------- | ------ | ------ | ------- | ------- |
| 2017/18 | 203.   | 3      | 60.     | 3       |
| 2018/19 | 156.   | 20     | 45.     | 20      |
| 2019/20 | 158.   | 18     | 47.     | 18      |

### Weitere Erfolge
- 11 Platzierungen unter den besten 10 bei FIS-Rennen
- 1 Platzierung unter den besten 30 im South America Cup
- 1 Platzierung unter den besten 30 im Australia New Zealand Cup